# Erika (pesem)
»Erika« je nemška koračnica. Povezuje se predvsem z nemško vojsko, še posebej iz časa nacistične Nemčije, čeprav njeno besedilo nima politične vsebine. Ustvaril jo je Herms Niel in objavil leta 1938, kmalu pa ga je začel uporabljati Wehrmacht. Po besedah britanskega vojaka, zgodovinarja in avtorja generalmajorja Michaela Tillotsona je bila to najbolj priljubljena koračnica katere koli države med drugo svetovno vojno.

## Izvor
"Erika" je pogost nemško žensko ime in nemška beseda za resje. Besedilo in melodijo pesmi je napisal Herms Niel, nemški skladatelj koračnic. Točna letnica nastanka pesmi ni znana; pogosto je navedena kot "okoli leta 1930", vendar to ni bilo nikoli utemeljeno. Pesem je prvotno izdala leta 1938 založba Carl Louis Oertel v Großburgwedelu, a je bila priljubljen že pred tem.

## Glasba
Pesem se začne z vrstico "Auf der Heide blüht ein kleines Blümelein" (Na resavi rožica cveti), temo rože (Erika), ki nosi ime vojakove ljubice. Za vsako vrstico in po vsakem petju imena "Erika" sledi tritaktni premor, ki ga zapolnijo timpani ali topotanje nog (npr. korakajočih vojakov), prikazano kot (xxx) v spodnjem besedilu.

## Besedilo
| nemški izvirnik | angleški prevod |
| --- | --- |
| I Auf der Heide blüht ein kleines Blümelein und das heißt Erika! Heiß von hunderttausend kleinen Bienelein wird umschwärmt Erika! Denn ihr Herz ist voller Süßigkeit, zarter Duft entströmt dem Blütenkleid. Auf der Heide blüht ein kleines Blümelein und das heißt Erika! In der Heimat wohnt ein kleines Mägdelein und das heißt Erika! Dieses Mädel ist mein treues Schätzelein und mein Glück, Erika! Wenn das Heidekraut rot-lila blüht, singe ich zum Gruß ihr dieses Lied. Auf der Heide blüht ein kleines Blümelein und das heißt: Erika! In mein'm Kämmerlein blüht auch ein Blümelein und das heißt Erika! Schon beim Morgengrau'n sowie beim Dämmerschein schaut's mich an, Erika! Und dann ist es mir, als spräch' es laut: „Denkst du auch an deine kleine Braut?“ In der Heimat weint um dich ein Mägdelein und das heißt Erika! | I On the heath there blooms a little flower and it's called Erika! Eagerly a hundred thousand little bees swarm around Erika! For her heart is full of sweetness, a tender scent escapes her blossom-gown. On the heath there blooms a little flower and it's called Erika. II Back at home there lives a little maiden and she's called Erika! That girl is my faithful little darling and my joy, Erika! When the heather blooms in a reddish purple, I sing her this song in greeting. On the heath there blooms a little flower and she's called Erika! III In my room there also blooms a little flower and she's called Erika! Already in the grey of dawn as it does at dusk it looks at me, Erika! And then it seems to me, as if it's saying aloud: "Are you thinking of your little bride?" Back at home a maiden weeps for you and she's called Erika! |

## V politiki in kulturi
- Hell Let Loose (2021), taktična prvoosebna strelska igra iz 2. svetovne vojne, ki uporablja pesem, ko zmaga krog Osi (Nemčija). [5]
- Girls und Panzer, japonska anime serija o tankih iz obdobja druge svetovne vojne, ki se vzdržujejo in uporabljajo kot šolski šport za dekleta, vključuje pesem (uporabljeno brez besedila) za šolo (Kuromorimine Girls Academy), ki uporablja tanke nacistične Nemčije. Namestnica poveljnika šole, Erika Itsumi, je dobila ime po pesmi. "Erika" tako je sicer tako nemško kot japonsko ime.[6]
- Strike Witches kot še ena japonska anime serija vključuje pesem kot OST z japonskim besedilom.
- Junija 2024 naj bi člani konservativnega združenja Univerze v Warwicku med letnim dogodkom peli in plesali na to pesem.[7][8] Predstavniki univerze Warwick so obsodili dejanja študentov.[9] V združenju so poudarili, da je to zahteval en sam član, ki "ni več dobrodošel", in se opravičili za povzročeno žalitev.[10]